# مانفرد رولفس
مانفرد رولفس (انگلیسی: Manfred Rulffs؛ ۶ مارس ۱۹۳۵ – ۱۵ ژانویهٔ ۲۰۰۷) قایقران روئینگ اهل آلمان بود.
وی در مسابقات کشوری و بین‌المللی در مجموع برندهٔ ۳ مدال طلا شده‌است.